# Abația Admont
Abația Admont este o mănăstire de călugări benedictini fondată în 1074 la Admont, situată aproape de Alpii Ennstal, în regiunea de Stiria de Sus, în centrul Austriei, la intrarea în  Parcul Național Gesäuse. Abația face parte din Congregația Benedictină din Austria.
Abația este locul unde sunt adăpostite cea mai mare bibliotecă monastică din lume, începută la mijlocul secolului al XVIII-lea și terminată în 1776 precum și un muzeu modern.

## Istoric

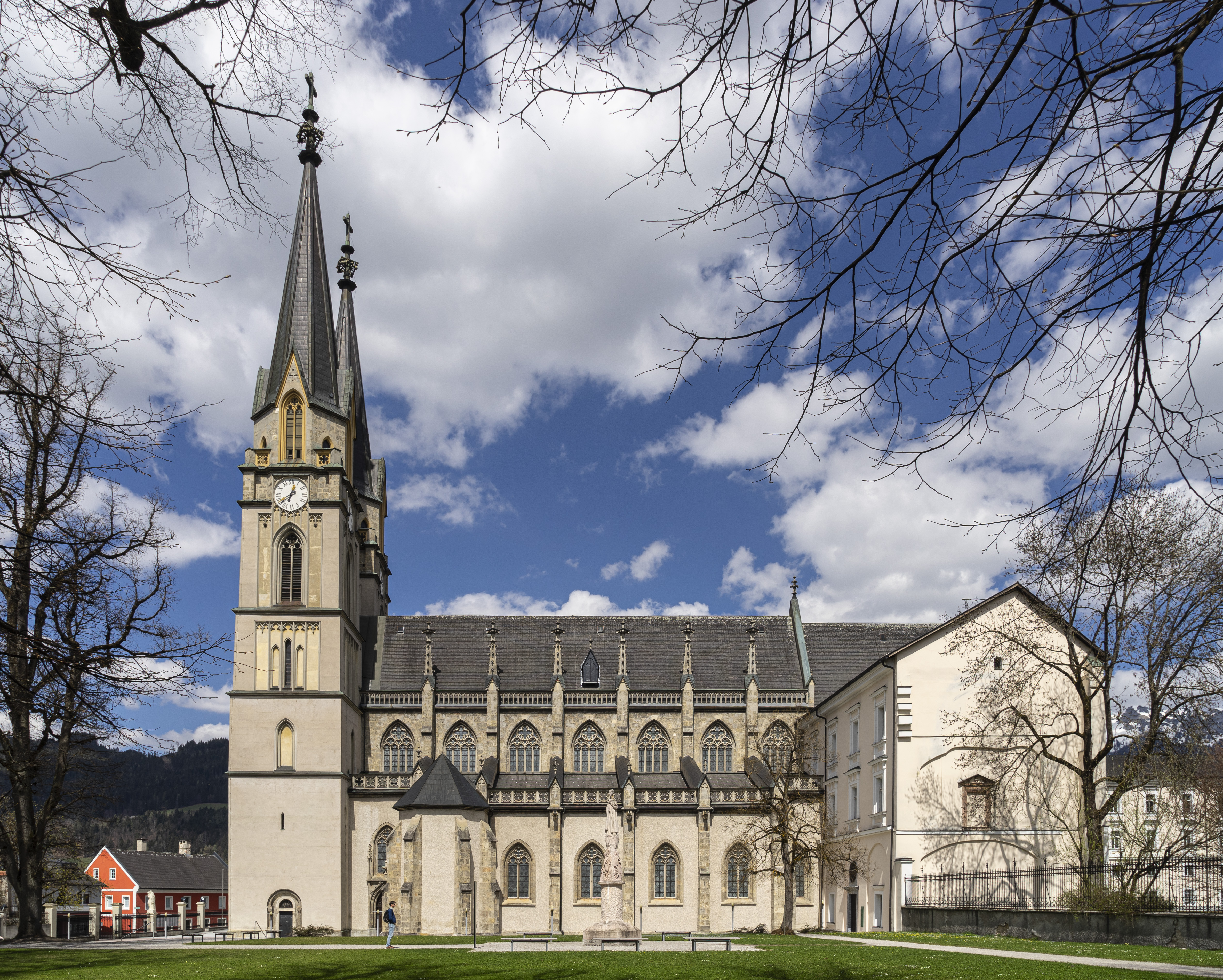
Biserica abațială Admont.

Această abație a fost fondată în 1074 de arhiepiscopul Gebhard al Arhidiecezei de Salzburg, fost capelan al împăratului Henric al III-lea, în cadrul fostelor posesiuni ale sfintei Emma de Gurk (+ pe la 1045) în Marca de Stiria. Primii călugări au sosit de la abația Sfântul Petru din Salzburg și au construit și o mănăstire de călugărițe benedictine prin 1120. După ce marca a devenit Ducatul Stiria, în 1180, mănăstirea era unul dintre pilonii dominației dinastiilor de Babenberg și de Habsburg.  
Din secolul al XII-lea abația poseda un scriptorium care a lăsat manuscrise importante. Abatele Engelbert de Admont (+ 1331), ales în 1297, studiase gramatica și logica la Praga și filosofia și teologia la Universitatea din Padova; este considerat ca unul dintre savanții cei mai eminenți din Austria medievală.
După dificultățile întâlnite în epoca războaielor cu imperiul otoman și a Reformei Protestante, măsurile luate în cursul Contrareformei, în țările din Austria Interioară, au întărit poziția mănăstirii. Anul 1644 a văzut fondarea școlii superioare a abației. În secolul al XVII-lea întregul complex monastic a fost remaniat în stil baroc.
En 1865 un incendiu a distrus cvasitotalitatea abației, cu excepția bibliotecii. Anul următor a început reconstrucția în stil neogotic. Marea criză economică din anii 1930 a pus abația într-o situație economică dintre cele mai dificile. După Anschlussul Austriei, din 1939 și până în 1945, abația a fost expropriată de regimul național-socialist.

## Biblioteca

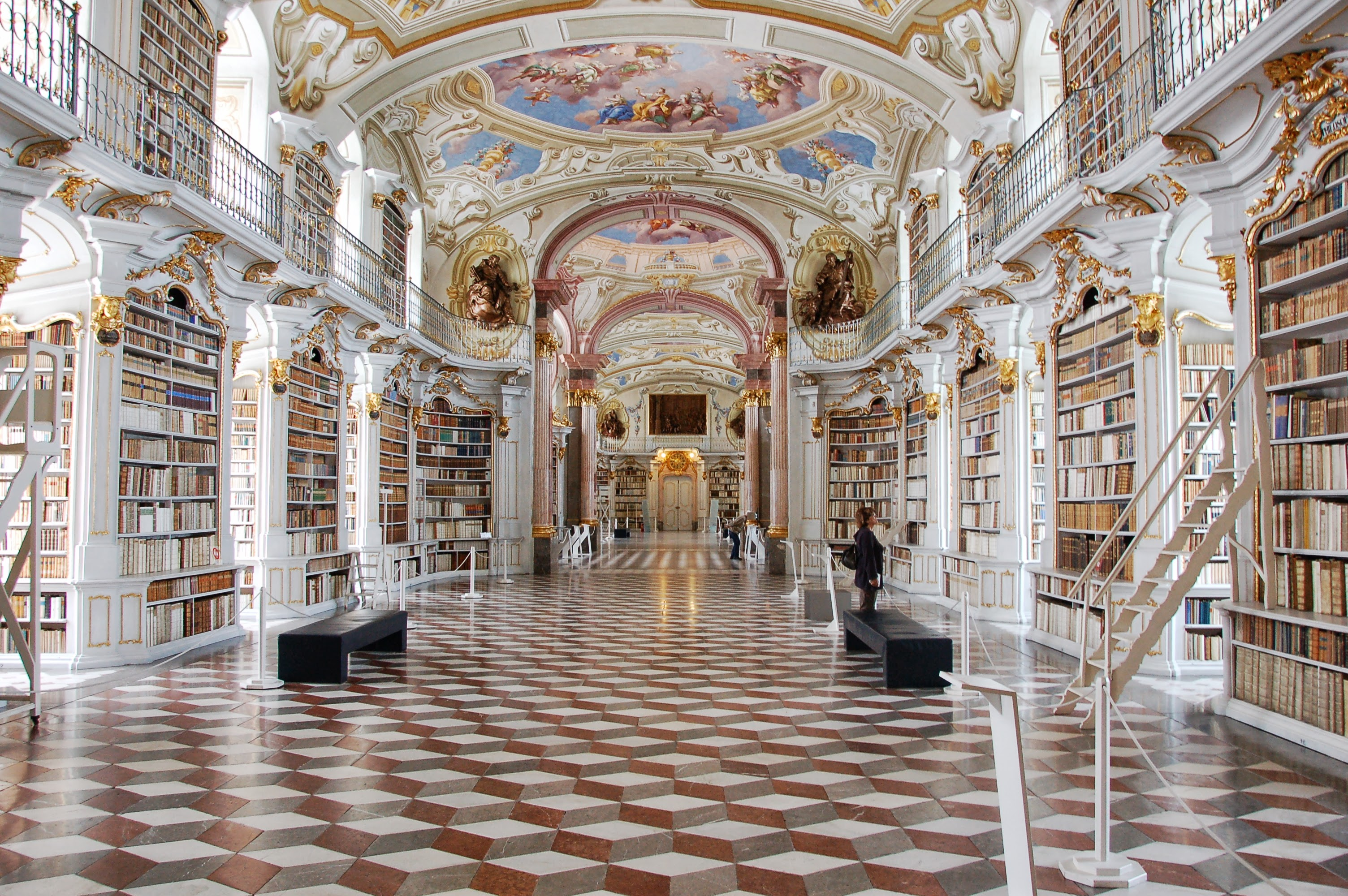
Interiorul bibliotecii.

Particularitatea acestui loc de rugăciune este somptuoasa bibliotecă în stil rococo, încheiată în 1776; a fost în întregime renovată, timp de patru ani, cu un cost de șase milioane de euro. A fost redeschisă publicului în august 2008.. Biblioteca adăpostește o importantă colecție de manuscrise și de incunabule.
Călugării de la Admont respectă Regula Sfântului Benedict de la sfârșitul secolului al XI-lea. Abația dispunea de un scriptoriu medieval (atelier de copiști), până la inventarea tiparului. Biblioteca de mari dimensiuni, 13 metri înălțime, 79 de metri lungime și 14 metri lărgime, are șapte cupole decorate cu fresce în trompe-l'œil, de Bartolomeo Altomonte (1701-1783). Pardoseala de marmură în tablă de șah este presărată cu sculpturi care reprezintă cele Patru Ultime Lucruri, care sunt Moartea, Judecata de Apoi, Paradisul și Infernul.